# Svatý Mořic
Svatý Mořic (německy St. Moritz, rétorománsky San Murezzan) je obec ve švýcarském kantonu Graubünden, okresu Maloja. Žije zde asi 5 000 obyvatel. Rozkládá se na horním toku Innu, na břehu jezera Moritzer See, v nadmořské výšce 1 822 metrů. Obec ze severu obklopuje pohoří Albula a z jihu pohoří Bernina. Jde o známé letní i zimní rekreační středisko, které vděčí za svou atraktivitu nejen lyžařským terénům v okolí a vývěrům minerálních železitých pramenů s velkým obsahem oxidu uhličitého, ale i ideálnímu klimatu údolí Engadin – slunce zde svítí přes 300 dnů v roce.
Ve Svatém Mořici se dvakrát, v letech 1928 a 1948, konaly zimní olympijské hry.

## Geografie a podnebí

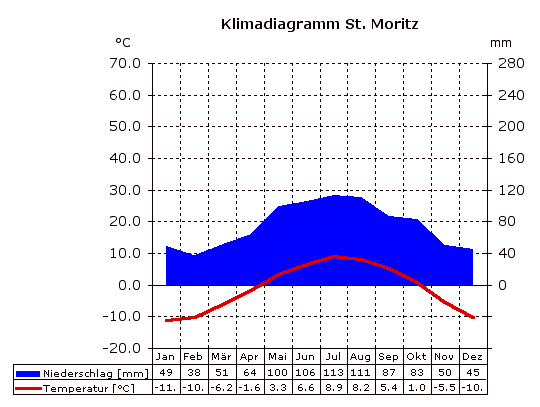
Klimadiagram pro Svatý Mořic

Obec Svatý Mořic se skládá ze spojených vesnic St. Moritz-Dorf, St. Moritz-Bad, Suvretta a poloviny dva kilometry vzdálené vesnice Champfèr – její druhá polovina patří k politické obci Silvaplana.
St.Moritz-Dorf (1 822 m) leží na strmém severním břehu jezera Moritzer See, zatímco St.Moritz-Bad (1 774 m) a Champfèr (1 825 m), jimiž protéká řeka Inn, leží na rovině jihozápadně od jezera.
Jihozápadním směrem mezi Svatým Mořicem a průsmykem Maloja leží Engadinská jezerní oblast, kterou tvoří jezera Moritzer See, Champfèrersee, Silvaplanersee, Hahnensee a Silsersee. Výškový rozdíl mezi jezerem Moritzer See a 15 kilometrů vzdáleným průsmykem Maloja je jen 50 metrů. Východně od Svatého Mořice se nachází les Stazerwald a soutěska Charnadüra, kterou se lze dostat o 50 metrů níže na okraj údolí Engadin, které má sklon 60 metrů až do 20 kilometrů vzdáleného S-chanfu.
Místní hora, na které se nachází také zimní lyžařský areál s 23 vleky, se jmenuje Corviglia. Její výrazný vrchol Piz Nair (3 057 m) leží severně od obce. Poněkud méně známý a západněji položený, ale díky své výšce a tvaru impozantnější, je Piz Güglia/Julier (3 380 m).
Vzhledem k nadmořské výšce je podnebí ve Svatém Mořici subarktické (typ Dfc) s dlouhými, extrémně chladnými a zasněženými zimami a krátkými, chladnými a deštivými léty. Vzhledem ke zvláštnímu mikroklimatu údolí Engadin zde však velmi často převládá stabilní slunečné počasí, a to až přes 300 dní v roce.

## Historie

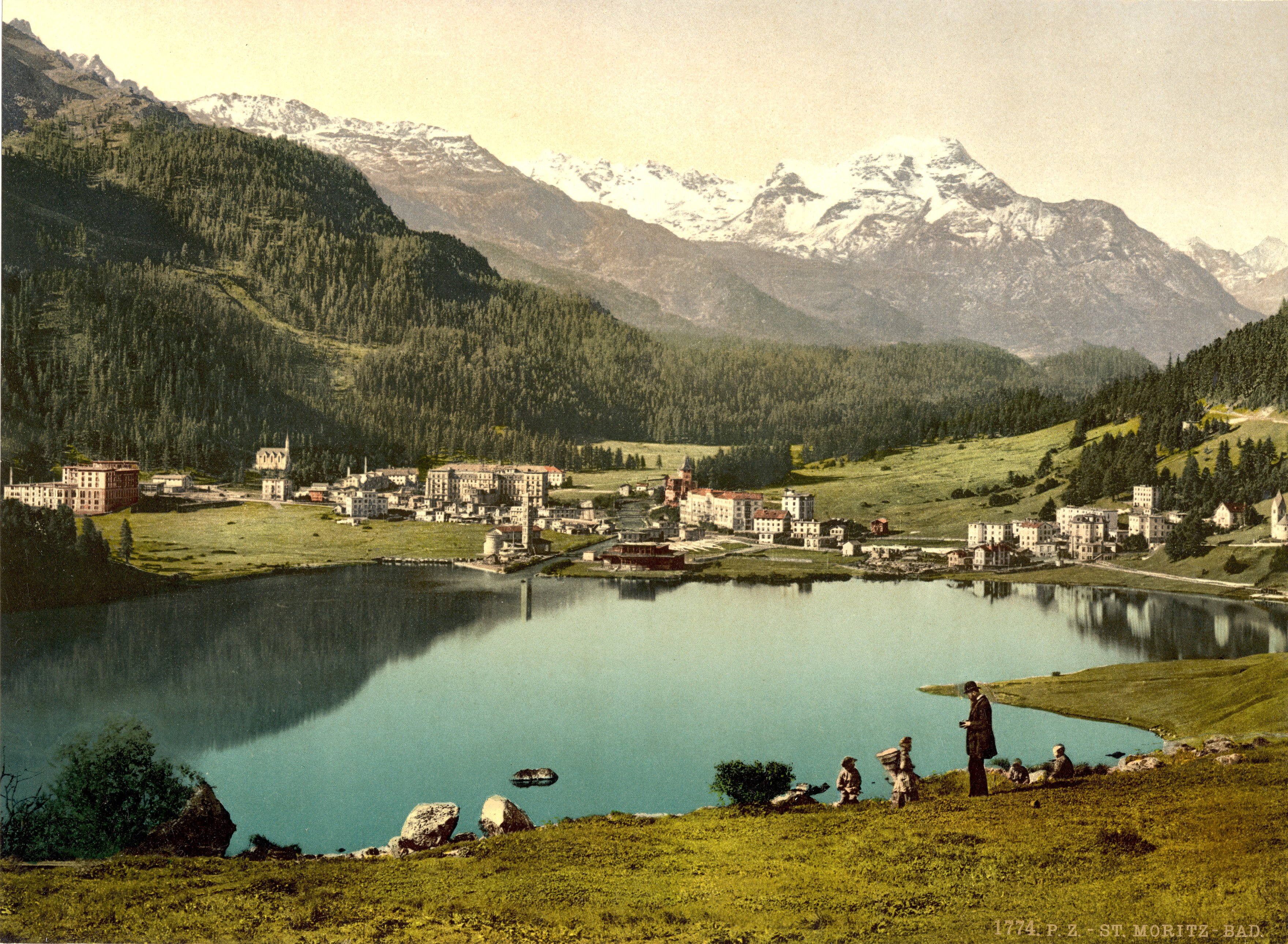
Historický pohled na St. Moritz-Bad (1900)

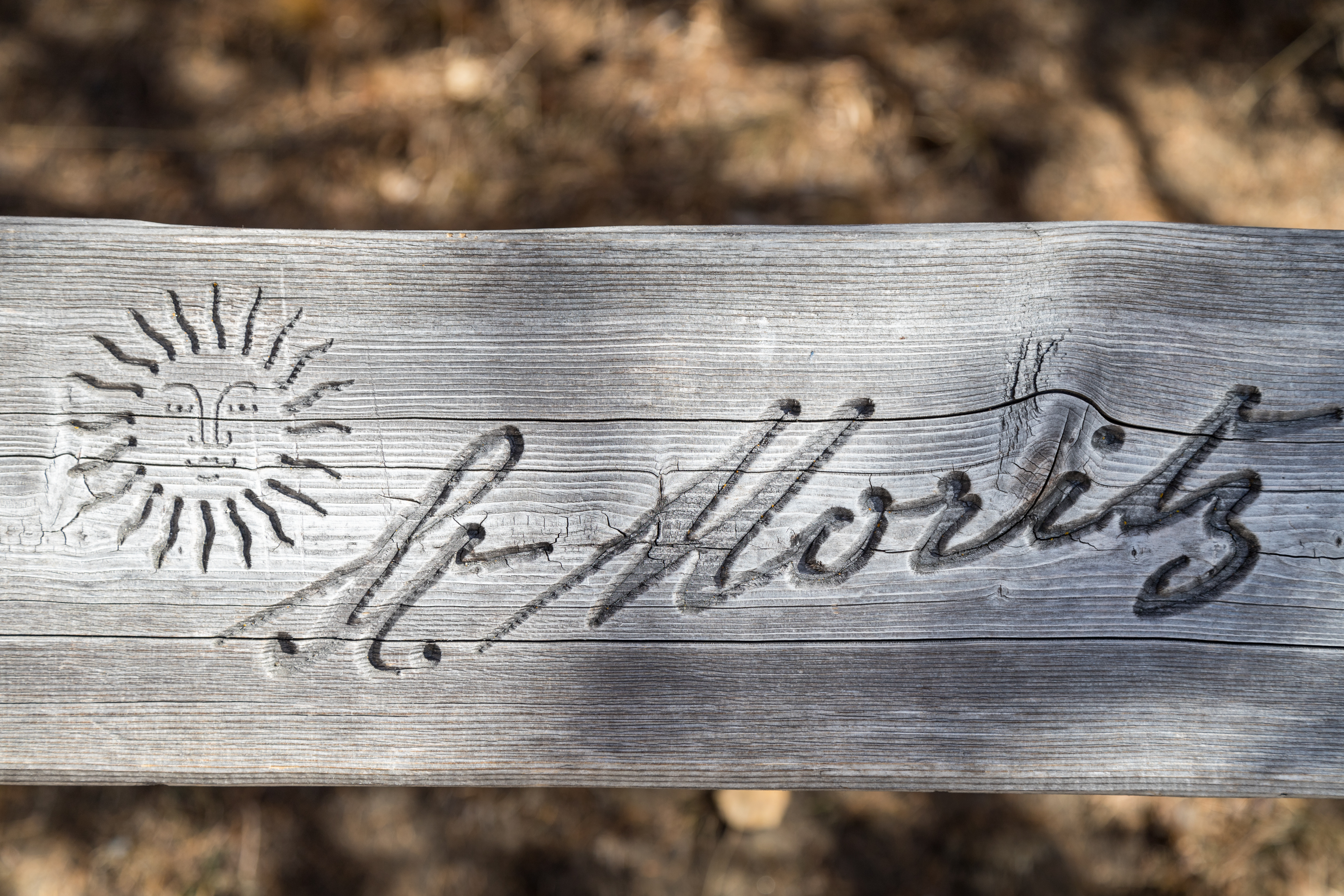
Typické logo St. Moritz se sluncem, vyobrazené na místní lavičce

Datování modřínového dřeva z pravěké zásuvky svatého Mořice ukázalo, že léčivé prameny byly známy již Keltům v době bronzové před více než 3 400 lety. Přítomnost Římanů ve starověku v této lokalitě dokládají nálezy.
První písemné zmínky o osadě Svatý Mořic pocházejí z doby okolo let 1137–1139 jako ad sanctum Mauricium. Vesnice byla pojmenována po svatém Mořici (Mauriciovi), raně křesťanském světci z jižního Egypta, který byl údajně umučen ve 3. století v tehdy římském Švýcarsku, když sloužil jako vůdce Thébské legie. Roku 1296 je pak sídlo zmiňováno pod názvem sancti Mauricii.
Poutníci putovali ke svatému Mořici, často do kostela u pramenů, kde se napili z posvátné bublající vody Mořicových pramenů v naději, že budou uzdraveni. V roce 1519 slíbil papež Lev X. plnomocné rozhřešení každému, kdo se vydá na pouť ke kostelu a pramenům. V 16. století vznikla první vědecká pojednání o minerálních pramenech svatého Mořice. V roce 1535 strávil ve Svatém Mořici nějaký čas Paracelsus, velký propagátor přírodních léků.

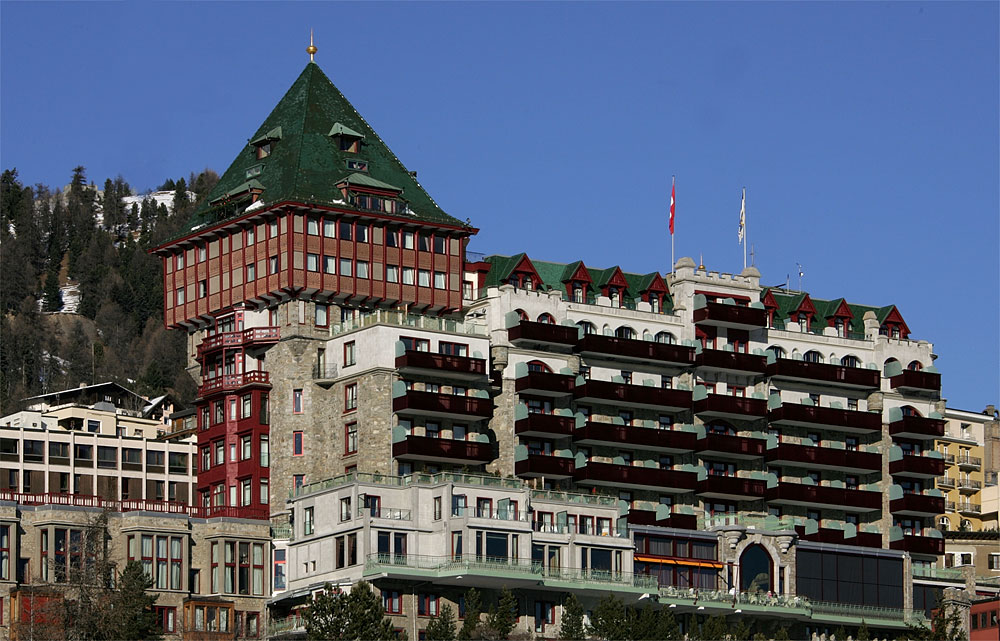
Badrutt Palace Hotel, jeden z nejznámějších ve Svatém Mořici

Trvalo to až do roku 1856, kdy byl otevřen první hotel Kulm, který znamenal začátek vzestupu města. Díky sázce, kterou Johannes Badrutt (průkopník hotelů ve Svatém Mořici) uzavřel v září 1864 se čtyřmi Angličany, se prosadily i zimní sporty. Navrhl, aby skupina strávila zimu ve Svatém Mořici. Na oplátku jim bude umožněno zůstat zdarma a tak dlouho, jak budou chtít. Pokud by se jim to nelíbilo, zaplatil by jim cestovní náklady (z Londýna do Engadinu a zpět). Angličané sázku přijali a zůstali od Vánoc do Velikonoc. Tento počin znamenal nejen počátek zimní turistiky ve Svatém Mořici, ale také počátek zimní turistiky v celých Alpách. Téhož roku byla ve vesnici založena první turistická kancelář ve Švýcarsku.
Díky inovativním místním obyvatelům a velkým příjmům z turismu byl Svatý Mořic několikrát první obcí ve Švýcarsku, která představila různé technické novinky. Šlo například o první elektrické osvětlení ulic (na Vánoce 1878), první motorový let ve Švýcarsku (1910) nebo první lyžařský vlek (1935). Středisko je také průkopníkem řady sportů, a to nejen zimních. V roce 1880 se zde konal první turnaj v curlingu na kontinentu, o dva roky později se ve Svatém Mořici konalo první mistrovství Evropy v bruslení, v roce 1889 pak první golfový turnaj v Alpách. V roce 1890 se konal první závod v jízdě na bobech. V roce 1896 se Svatý Mořic stal první obcí v Alpách, kde byly zavedeny elektrické tramvaje, a byl zde otevřen významný hotel Palace, první v Evropě.
Vzhledem k proslulosti střediska se zde konaly historicky druhé zimní olympijské hry, a to v roce 1928. Jen o rok později byla ve Svatém Mořici založena první lyžařská škola ve Švýcarsku. Druhá, a zatím poslední zimní olympiáda ve Svatém Mořici (i v celém Švýcarsku) proběhla roku 1948.
V roce 1930 se stal Svatý Mořic prvním místem, kde byl chráněn symbol ochrannou známkou („Slunce Svatého Mořice“). Od roku 1986 je takto chráněn také nápis se signetem (St. Moritz, TOP OF THE WORLD). Poslední z nich vznikl z iniciativy Hanse Petera Danusera, dlouholetého ředitele místních lázní (v letech 1978–2008).

## Obyvatelstvo
| Vývoj počtu obyvatel | Vývoj počtu obyvatel | Vývoj počtu obyvatel | Vývoj počtu obyvatel | Vývoj počtu obyvatel | Vývoj počtu obyvatel | Vývoj počtu obyvatel | Vývoj počtu obyvatel | Vývoj počtu obyvatel | Vývoj počtu obyvatel | Vývoj počtu obyvatel | Vývoj počtu obyvatel | Vývoj počtu obyvatel | Vývoj počtu obyvatel | Vývoj počtu obyvatel | Vývoj počtu obyvatel | Vývoj počtu obyvatel | Vývoj počtu obyvatel | Vývoj počtu obyvatel |
| -------------------- | -------------------- | -------------------- | -------------------- | -------------------- | -------------------- | -------------------- | -------------------- | -------------------- | -------------------- | -------------------- | -------------------- | -------------------- | -------------------- | -------------------- | -------------------- | -------------------- | -------------------- | -------------------- |
| Rok                  | 1803                 | 1850                 | 1870                 | 1880                 | 1900                 | 1910                 | 1920                 | 1930                 | 1941                 | 1950                 | 1960                 | 1970                 | 1980                 | 1990                 | 2000                 | 2005                 | 2010                 | 2019                 |
| Počet obyvatel       | 183                  | 228                  | 400                  | 394                  | 1 603                | 3 197                | 2 614                | 3 968                | 2 418                | 2 558                | 3 751                | 5 699                | 5 900                | 5 426                | 5 589                | 5 121                | 5 202                | 4 882                |

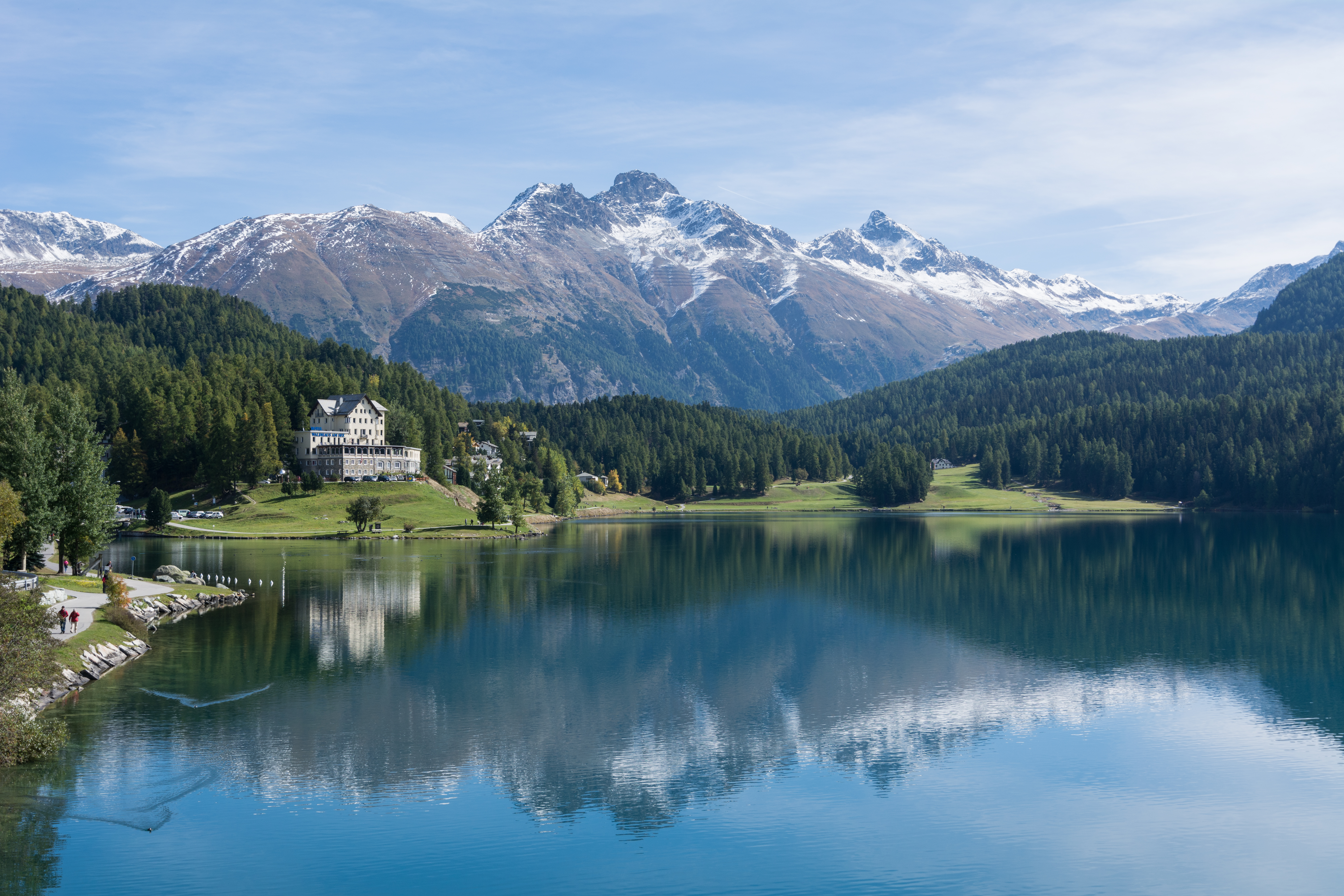
Svatý Mořic, pohled směrem na Piz Muragl

Přestože se počet obyvatel mezi lety 1803 a 1870 více než zdvojnásobil ze 183 na 400, byl Svatý Mořic až do roku 1880 malou vesnicí. Po otevření prvních hotelů a vzrůstu obliby zimních sportů se během tří desetiletí počet obyvatel raketově zvýšil z 394 (1880) na 3 197 (1910; +711 %). V důsledku poklesu turistického ruchu (mimo jiné i vlivem první světové války) počet obyvatel v 10. letech 20. století výrazně klesl, v roce 1930 pak vzrostl na nejvyšší počet 3 968. V roce 1941, uprostřed druhé světové války, bylo sečteno pouze 2 418 obyvatel. Mezi lety 1950 a 1980 došlo k dalšímu výraznému nárůstu počtu obyvatel z 2 558 na 5 900 (+131 %). Od té doby počet obyvatel opět klesl (1980–2005: -13 %).

### Jazyky
Původním jazykem putér, hornoengadinským dialektem graubündenské rétorománštiny, mluvilo již v roce 1880 pouze 50,2 % obyvatel. Ačkoli v některých okolních obcích je tento jazyk stále velmi živý (např. S-chanf), ve Svatém Mořici byl vytlačen nejen němčinou, ale i italštinou. V roce 1900 měla relativní většinu italština (31 %), stejně jako v roce 1910. Od té doby jasně dominuje němčina, následovaná italštinou. Naopak rétorománština postupně ztrácela svůj podíl; v roce 1941 ji jako svůj mateřský jazyk uvedlo 20 % a v roce 1970 už jen 8 % místních obyvatel. V roce 2000 se v rétorománštině dorozumělo pouze 13 % obyvatel, což bylo zdaleka nejméně ze všech obcí horního Engadinu. Tabulka níže ukazuje vývoj v posledních desetiletích.
Portugalština je po němčině a italštině třetím nejrozšířenějším jazykem se 7 % podílem. Díky angažovanosti vydavatele Gammetera ze Svatého Mořice vychází po ukončení vydávání rétorománských novin Fögl Ladin jeho Engadiner Post dvojjazyčně jako Engadiner Post / Posta Ladina.
| Jazyky ve Svatém Mořici |                   |                   |                   |                   |                   |                   |
| Jazyk                   | Sčítání lidu 1980 | Sčítání lidu 1980 | Sčítání lidu 1990 | Sčítání lidu 1990 | Sčítání lidu 2000 | Sčítání lidu 2000 |
| Jazyk                   | Počet             | Podíl             | Počet             | Podíl             | Počet             | Podíl             |
| Němčina                 | 3 092             | 52,41 %           | 3 186             | 58,72 %           | 3 286             | 58,79 %           |
| Italština               | 1 608             | 27,25 %           | 1 157             | 21,32 %           | 1 220             | 21,83 %           |
| Rétorománština          | 569               | 9,64 %            | 338               | 6,23 %            | 264               | 4,72 %            |
| Počet obyvatel          | 5 900             | 100 %             | 5 426             | 100 %             | 5 589             | 100 %             |

### Národnostní složení

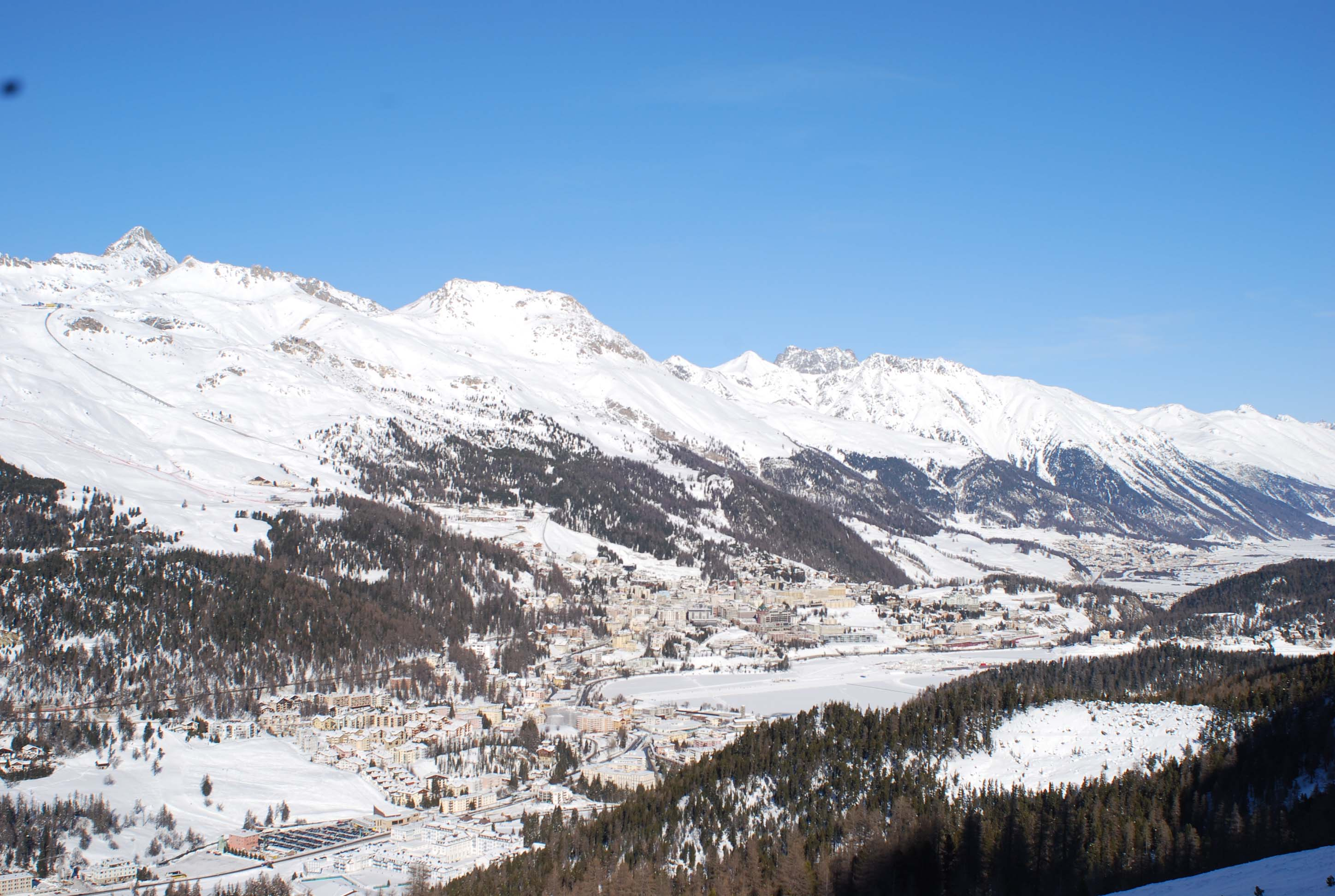
Svatý Mořic v zimě

Z 5 121 obyvatel na konci roku 2005 bylo 3 382 (66 %) švýcarských státních příslušníků. Tento poměrně malý podíl obyvatel s místním občanstvím je dán zejména oblíbeností lokality mezi zahraničními milovníky sportů i místního klimatu, kteří zde vlastní mnoho rekreačních nemovitostí a často se zde usazují trvale.

## Lyžařské středisko

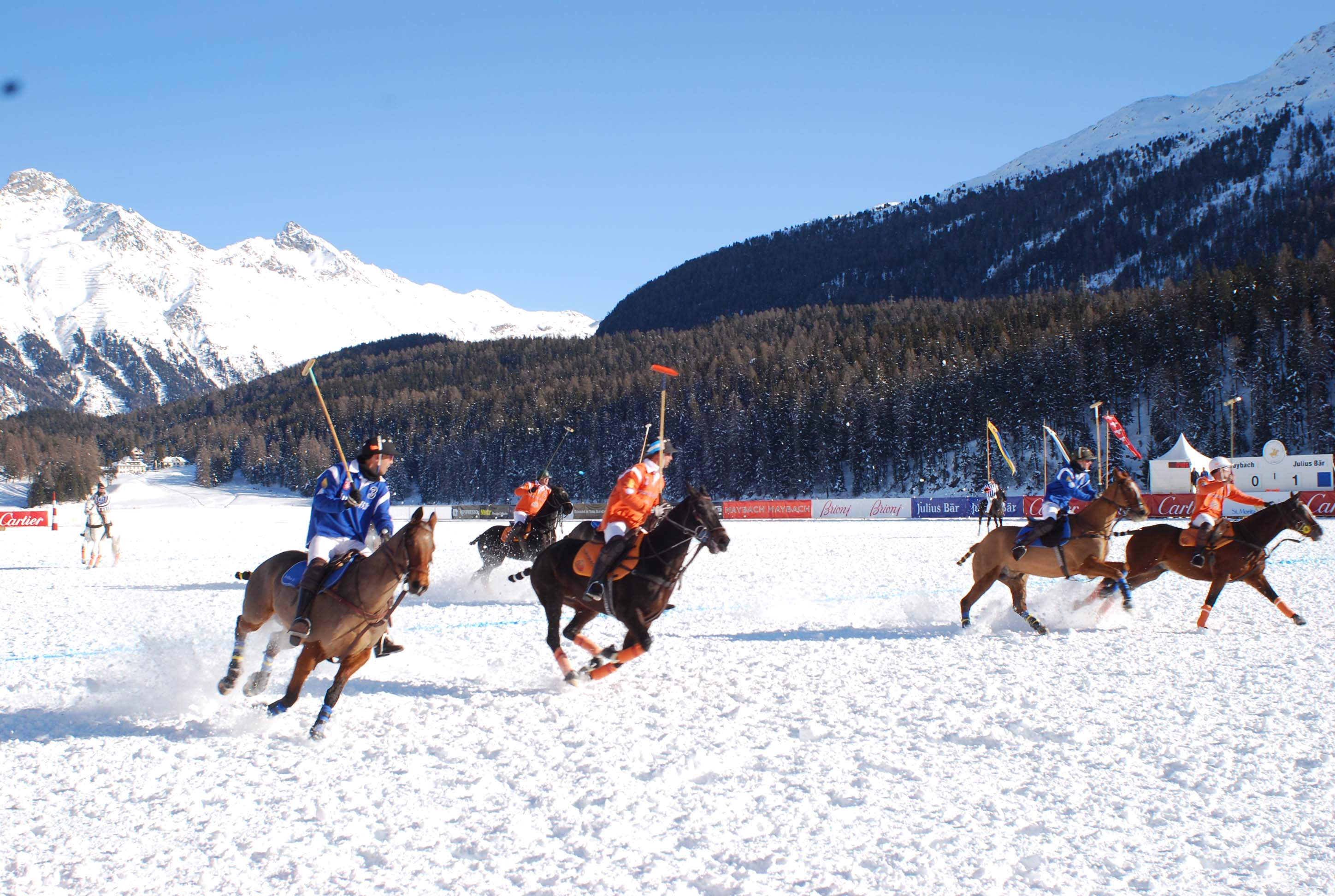
Sněhové pólo ve Sv. Mořici

Lyžuje se zde především na svazích vrcholů Piz Lagalb, Piz Corvatsch a Corviglia. Nedaleko obce Pontresina leží také známý ledovec Morteratsch. Díky výborným podmínkám pro zimní sporty byl Svatý Mořic dějištěm zimních olympijských her v letech 1928 a 1948. Od roku 1985 se zde koná turnaj v tzv. sněhovém pólu (Snow Polo St. Moritz), kterého se účastní řada nejlepších světových týmů a hraje se na speciálně vyznačeném hřišti na zamrzlém jezeře Moritzer See.
Svatý Mořic je také častým dějištěm nejrůznějších mezinárodních lyžařských závodů, včetně Mistrovství světa v alpském lyžování (1934, 1974, 2003, 2017), Mistrovství světa v jízdě na bobech a skeletonu, či Engadin Skimarathonu (od roku 1969).

## Doprava

### Železniční doprava

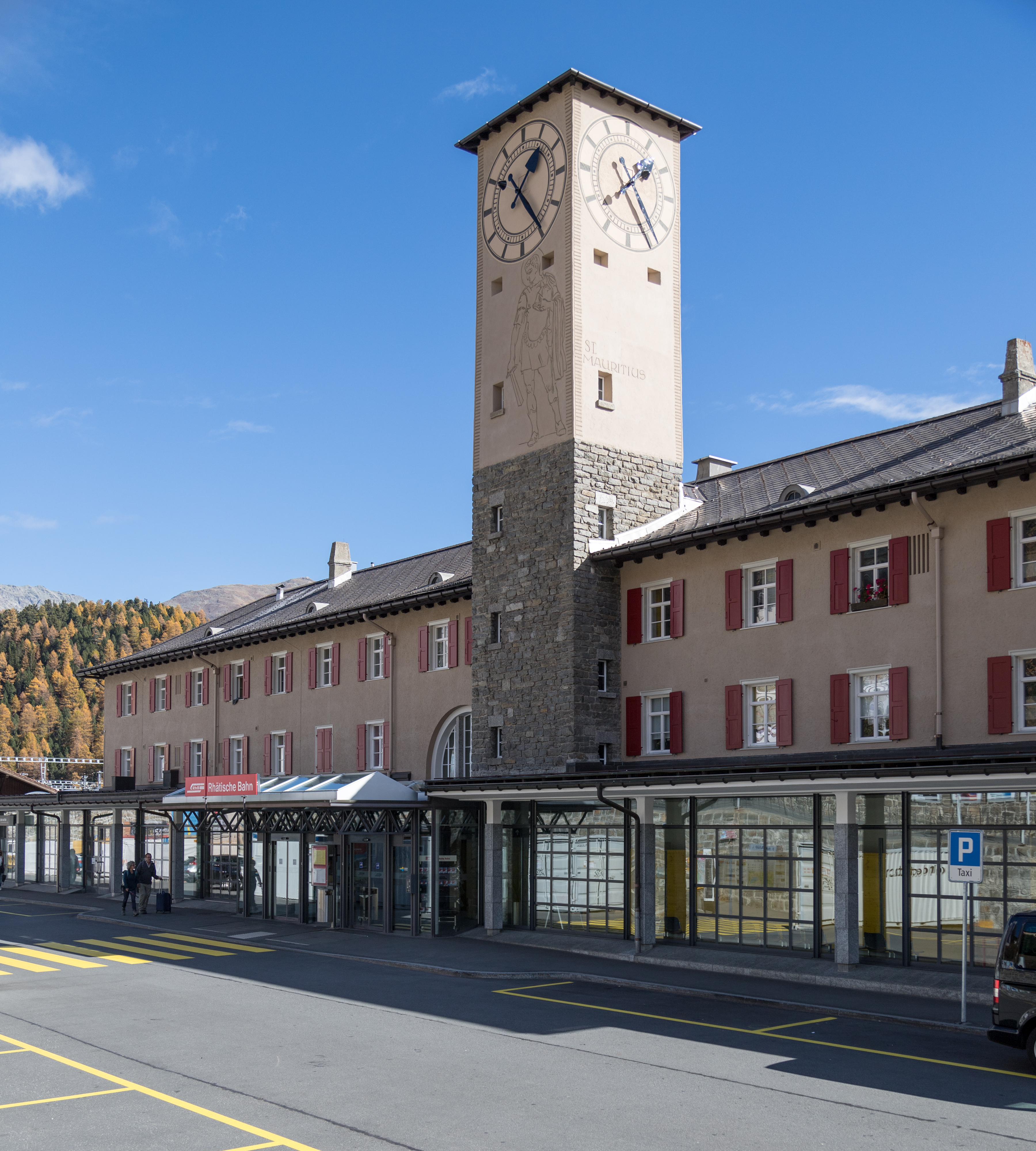
Železniční stanice St. Moritz

Železniční spojení získal Svatý Mořic v červenci 1904, kdy sem byla ze sousední Celeriny prodloužena Albulská dráha. Trať postavila společnost Rhétské dráhy. Sklonově náročný úsek Thusis–Celerina, překonávající pohoří Albula pomocí vrcholového stejnojmenného tunelu o délce 5 865 metrů, byl v provozu již od července 1903, avšak jednání o poloze železniční stanice ve Svatém Mořici se značně protáhla. Koncový úsek byl proto otevřen až s více než ročním zpožděním. Stanice byla nakonec umístěna přímo na břehu jezera Moritzer See, v místní části St. Moritz-Bad, jelikož se původně počítalo s prodloužením trati přes průsmyk Maloja až do italského města Chiavenna. K tomu však nikdy nedošlo. Železniční stanice St. Moritz je s nadmořskou výškou 1 775 metrů nejvýše položenou městskou železniční stanicí v Evropě.
O šest let později byla dokončena Berninská dráha do italského Tirana, která jako jediná železnice překračuje Alpy bez použití vrcholového tunelu. Není použita ani ozubnice, přitom mezi stanicemi Tirano (429 m n. m.) a Ospizio Bernina (2 253 m n. m.) trať překonává výškový rozdíl 1 824 metrů; sklony na trati dosahují až 70 ‰. Berninská dráha je elektrifikována od svého otevření roku 1910, Albulská dráha pak je v provozu v elektrické trakci od roku 1913. Obě tratě jsou od roku 2008 zařazeny na seznam světového kulturního dědictví UNESCO. Berninská dráha se také stala první železniční tratí na světě, nasnímanou pro projekt Google Street View.
Po Rhétské dráze jezdí ze Svatého Mořice od roku 1930 světoznámý Glacier Express přes Reichenau-Tamins do stanice Disentis/Mustér, kde přechází na trať společnosti Matterhorn Gotthard Bahn, po níž pokračuje do Brigu na Simplonské dráze a odtud do Zermattu. Cestu urazí za 7,5 hodiny, projede přitom 291 mostů a 91 tunelů. Do Svatého Mořice zajíždí také některé spoje neméně slavného Bernina Expressu, jedoucího přes průsmyk Bernina do Tirana.

### Silniční doprava
Svatý Mořic leží na kantonální hlavní silnici č. 27, vedoucí údolím Engadin od rakouských hranic přes Scuol, Zernez a Samedan. Na křižovatce v sousední obci Silvaplana se setkává se silnicí č. 3 z Churu, a pod tímto číslem pak plynule pokračuje do průsmyku Maloja a na hranice s Itálií.
Meziměstskou veřejnou dopravu zajišťují žluté poštovní autobusy Postauto, městskou hromadnou dopravu pak autobusy podniku Engadin Bus.

### Letecká doprava
Nejbližší civilní letiště se nachází v nedalekém Samedanu, vzdáleném asi 5 kilometrů. Letiště, nacházející se v nadmořské výšce 1 707 metrů a známé pod názvem Engadin Airport, je určeno především pro charterové lety soukromých letadel.

## Osobnosti
- Nino Bibbia (1922–2013), italský sportovec (lyže, lední hokej, skeleton), poslední léta života prožil ve Svatém Mořici
- Gian Franco Kasper (1944–2021), dlouholetý prezident Mezinárodní lyžařské federace
- Stavros Niarchos (1909–1996), řecký rejdař a podnikatel, ve Svatém Mořici často a dlouhodobě pobýval
- Edy Reinalter (1920–1962), švýcarský alpský lyžař, pocházel ze Svatého Mořice
- Gunter Sachs (1932–2011), německý multimilionář, dlouholetý předseda místního sáňkařského klubu a rezident
- Richard Torriani (1911–1988), švýcarský hokejový útočník a sáňkař